# Tarka verébsólyom
A tarka verébsólyom (Microhierax melanoleucos) a madarak osztályának a sólyomalakúak (Falconiformes) rendjébe és a – sólyomfélék (Falconidae) családjába tartozó faj.

## Rendszerezése
A fajt Edward Blyth angol zoológus írta le 1843-ban, az Ierax nembe Ierax melanoleucos néven.

## Előfordulása
Dél- és Délkelet-Ázsiában, Banglades, Bhután, Kína, Hongkong, India, Laosz, Mianmar és Vietnám területén honos. A természetes mérsékelt övi erdők, folyók és patakok környéke, valamit ültetvények. Állandó, nem vonuló faj.

## Megjelenése
Testhossza 15–19 centiméter, szárnyfesztávolsága 33–37 centiméter, testtömege 55–75 gramm.

## Életmódja
Nagyobb rovarokkal és kisebb madarakkal táplálkozik.